# Monocameralismo
     Nazioni con parlamento bicamerale
     Nazioni con parlamento unicamerale
     Nazioni con parlamento unicamerale fornito di organo consultivo
     Nazioni senza parlamento

Nazioni con parlamento bicamerale
Nazioni con parlamento unicamerale
Nazioni con parlamento unicamerale fornito di organo consultivo
Nazioni senza parlamento

Il monocameralismo o unicameralismo è la pratica di avere un parlamento con un'unica camera.
Molti paesi con parlamenti monocamerali sono spesso piccoli e omogenei stati unitari e non considerano necessaria l'istituzione di una camera alta.

## Nel mondo

### Danimarca
Il Landstinget, la camera alta del Parlamento danese, fu abolito dalla Costituzione del 1953, approvata tramite referendum.

### Nuova Zelanda
In origine, il Parlamento neozelandese era composto, oltre che dalla Camera dei Rappresentanti, dal Consiglio Legislativo, i cui membri (Consiglieri) erano nominati dal Governatore Generale su consiglio del Primo Ministro. 
Nel 1950, il Governo presieduto da Sidney Holland annunciò la propria intenzione di abolire il Consiglio. Ciò avrebbe richiesto il voto favorevole di entrambe le Camere. 
Per assicurare il raggiungimento di tale obbiettivo, Holland fece dunque nominare venti nuovi Consiglieri che sapeva avrebbero votato a favore della riforma. Questi ultimi furono soprannominati la "squadra suicida" (in originale suicide squad), poiché il loro unico compito era consentire l'eliminazione della camera a cui appartenevano, privandosi dunque della carica che ricoprivano. 
Il Consiglio cessò ufficialmente di esistere il 1º gennaio 1951.

### Inghilterra
Il Parlamento d'Inghilterra ebbe un assetto monocamerale fino al 1341, anno in cui i nobili e i rappresentanti dell'alta borghesia che componevano l'assemblea iniziarono incontrarsi separatamente, dando vita alla Camera dei Comuni ed alla Camera dei Lord.
Nel 1649, il Parlamento tornò ad essere monocamerale, dopo che la neonata Repubblica d'Inghilterra guidata da Oliver Cromwell abolì la Camera dei Lord. Quest'ultima tornò ad esistere e a godere delle proprie prerogative soltanto nel 1660, a seguito della restaurazione della monarchia.

### Svezia
Il Första kammaren, la camera alta del Parlamento svedese che rappresentava gli interessi locali (i suoi membri erano infatti eletti dai consiglieri provinciali e comunali), fu abolita nel 1970.

## Il dibattito
Una delle visioni a favore dei parlamenti monocamerali è che una camera alta eletta con le stesse procedure e con le stesse funzioni di una camera bassa sarebbe un inutile duplicato. Secondo questa teoria, la funzione di "riflessione", che spesso viene affidata alla seconda camera, può essere svolta dalle commissioni parlamentari mentre la protezione della costituzione può essere affidata a una costituzione scritta.
In molti casi, i paesi che oggi adottano il monocameralismo, hanno avuto in passato un parlamento bicamerale, di cui è stata abolita la camera alta. Una ragione per un cambiamento del genere sta nella sovrapposizione della camera alta su quella bassa e la sua ostruzione al processo legislativo, ad esempio ciò che succedeva del Landsting in Danimarca abolito nel 1953. Un altro motivo può essere nell'inefficacia delle camere nominate come il Consiglio legislativo della Nuova Zelanda, abolito nel 1951.
I sostenitori del monocameralismo danno risalto alla necessità di controllare la spesa parlamentare e di eliminare il lavoro ridondante svolto da entrambe le camere. I critici del monocameralismo mettono in rilievo il bilanciamento dei poteri che il bicameralismo permette, richiedendo un maggiore consenso sulle questioni legislative. Una delle caratteristiche del monocameralismo è quella di dare più influenza alle aree urbane più popolate rispetto a quelle rurali scarsamente popolate.
Un altro motivo portato a sostegno del monocameralismo è che facilmente esso sarà seguito da una riduzione del numero di parlamentari e collaboratori. Questo comporta alcune considerazioni:
- una riduzione dei costi della politica;
- una maggiore concentrazione di poteri;
- collegi elettorali più grandi, meno parlamentari per migliaio di abitanti, e dunque una minore rappresentanza dell'elettorato e un minore radicamento della politica nel territorio.

## Parlamenti a composizione monocamerale
- L'Assemblea nazionale in Angola
- L'Azgayin Zhoghov in Armenia
- Lo Jatiyo Sangshad in Bangladesh
- L'Assemblea Nazionale del Bhutan
- Il Narodno Sabranie in Bulgaria
- Il Congresso nazionale del popolo in Cina
- La Camera dei rappresentanti a Cipro
- Lo Yuan Legislativo della Repubblica di Cina (Taiwan)
- Il Gukhoe in Corea del Sud
- Il Sabor in Croazia
- L'Asamblea Nacional del Poder Popular a Cuba
- Il Folketing in Danimarca
- Il Parlamento Nazionale di Timor Est
- Il Riigikogu in Estonia
- L'Eduskunta in Finlandia
- La Vouli ton Ellinon in Grecia
- L'Althing in Islanda
- La Nitijeļā nelle Isole Marshall
- La Knesset in Israele
- Il Consiglio dei Rappresentanti in Iraq
- Il Landtag del Liechtenstein
- Il Seimas in Lituania
- Il Saeima in Lettonia
- L'Assemblea del popolo delle Maldive
- L'Assemblea Nazionale in Mauritania
- L'Assemblea Nazionale di Mauritius
- Il Grande Hural di Stato della Mongolia
- Il Parlamento della Nuova Zelanda
- Lo Storting in Norvegia[2]
- L'Asamblea Nacional di Panama
- Il Congreso de la República del Perù
- L'Assemblea della Repubblica in Portogallo
- Il Consiglio Grande e Generale nella Repubblica di San Marino
- L'Assemblée Nationale delle Seychelles
- Il Narodna skupština in Serbia
- Il Parlamento di Singapore
- Il Congresso Nazionale dell'Honduras
- Il Parlamento dello Sri Lanka
- Il Riksdag in Svezia (dal 1971)
- La Grande Assemblea Nazionale Turca
- La Verchovna Rada in Ucraina
- L'Assemblea nazionale in Ungheria
- L'Assemblea Nazionale del Venezuela